# عملية الشريط الأصفر

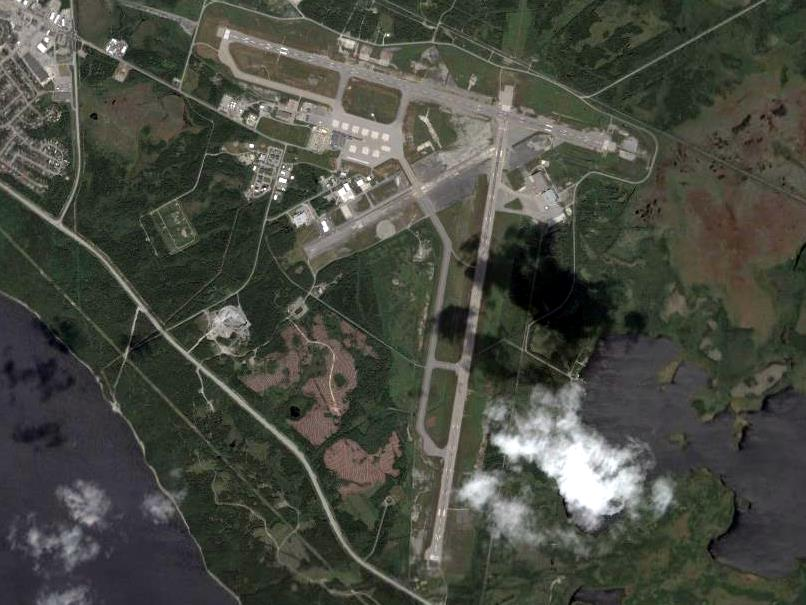
قام مطار غاندر الدولي في نيوفاوندلاند، كندا باستضافة 38 طائرة، حيث بلغ مجموعها 6،122 راكبًا و473 طاقمًا، كجزء من عملية الشريط الأصفر.

بدأت كندا عملية الشريط الأصفر (بالإنجليزية: Operation Yellow Ribbon)‏ لمعالجة تسريب رحلات الطيران المدنية ردًا على هجمات 11 سبتمبر 2001 على الولايات المتحدة. وكان هدف كندا هو ضمان إزالة الحركة الجوية التي يحتمل أن تكون مدمرة من المجال الجوي للولايات المتحدة بأسرع ما يمكن، وبعيدًا عن الأهداف الأمريكية المحتملة، وبدلًا من ذلك وضع هذه الطائرات على الأرض في كندا، في المطارات العسكرية والمدنية في المقاطعات الكندية نوفا سكوشا، نيوفاوندلاند ولابرادور، كولومبيا البريطانية (وكذلك العديد منها في نيو برونزويك، ألبرتا مانيتوبا، أونتاريو، وكيبك) حيث يمكن احتواء أي إمكانات مدمرة وتحييدها بشكل أفضل. لم يثبت أن أيًا من هذه الطائرات تشكل تهديدًا، وقد استضافت كندا والكنديون آلاف الركاب الذين تقطعت بهم السبل في كندا حتى أعيد فتح المجال الجوي للولايات المتحدة.
بدأت كندا العملية بعد أن أنزلت إدارة الطيران الفيدرالية الأمريكية، منفذة المراقبة الأمنية لحركة المرور الجوي والملاحة الجوية، جميع الطائرات في جميع أنحاء الولايات المتحدة، وهو عمل لم يسبق له مثيل. وعملت إدارة الطيران الفيدرالية بعد ذلك مع النقل الكندي لإعادة توجيه الرحلات الجوية القادمة إلى المطارات في كندا.
خلال العملية، أُلغيت رحلات المغادرة – باستثناء رحلات الشرطة والجيش والرحلات الإنسانية – وكانت تلك المرة الأولى التي يُغلق فيها المجال الجوي الكندي. في المحصلة، نتيجة لعملية الشريط الأصفر، حُوّلت ما بين 225 و240 طائرة إلى 17 مطارًا مختلفًا في جميع أنحاء الدولة.

## تعميم إجراءات الطوارئ
مباشرةً بعد الهجمات على مركز التجارة العالمي، فعّلت كُل من وزارة النقل الكندية وشركة ناف كندا، التابعتان لوكالة الملاحة الجوية الكندية، إجراءات الطوارئ الخاصة بهما.

### وزارة النقل الكندية
فعّلت وزارة النقل الكندية مركز عملياتها (سيت سين) في أوتاوا الساعة 09:21 بتوقيت شرق الولايات المتحدة (13:21 بالتوقيت العالمي المنسق)، بعد 35 دقيقة من تحطم مركز التجارة العالمي الأول.
سيت سين مركز عمليات الطوارئ (إي أو سي) التابع لوزارة النقل الكندية، الذي أُنشئ أصلًا للتعامل مع الزلازل على طول ساحل كولومبيا البريطانية. استُخدم عدة مرات قبل 11 سبتمبر عام 2001، بما في ذلك العاصفة الجليدية في أمريكا الشمالية يناير عام 1998 وبعد تحطم الرحلة 111 لسويسرا للطيران قبالة الساحل من كوف بيغي، نوفا سكوشا في 2 سبتمبر عام 1998. انضم إلى عمليات سيت سين منظمات رئيسية مثل شركة ناف كندا، ووزارة الدفاع الوطني، وشرطة الخيالة الملكية الكندية (آر سي إم بّي)، ووكالة الاستخبارات الأمنية الكندية (سي إس آي إس)، ودائرة الجنسية والهجرة الكندية (سي آي إس) ووكالة الجمارك والعائدات الكندية (سي سي آر إيه). تتمثل إحدى مهام سيت سين في الحفاظ على الاتصال بالأعضاء الآخرين في مجتمع الطيران الكندي، مثل اتحاد النقل الجوي الكندي وسلطات المطارات المحلية. أُبقي نظراؤهم في إدارة الطيران الفيدرالية (الولايات المتحدة) وغيرها من هيئات الطيران المدني الدولية على علمٍ بذلك.

### شركة ناف كندا
أنشأت شركة ناف كندا مركزين للقيادة، هما مركز القيادة الاستراتيجية (سي إس إس)، ومركز القيادة الفنية (تي سي سي).
أشرف مركز القيادة الفنية، الذي يقع في المكتب الرئيسي في آتوا ويرأسها أندي فاساريس، نائب الرئيس، على الأزمة برمتها وكفلت المعلومات والموارد بشكلٍ فعال بين مركز القيادة الاستراتيجية والأحزاب الأخرى.
كان مركز القيادة الفنية في الأصل معهد تدريب في كورنوال، أونتاريو، وترأسته كاثي فوكس، مساعدة نائب الرئيس لخدمات الحركة الجوية. وكان دورها في الأزمة هو نشر المعلومات بين المطارات وأبراج المراقبة. ولتيسير ذلك، كان المديرون العامون من جميع أنحاء كندا حاضرين. وبعد مرور الأزمة المباشرة، نُقل مركز القيادة الفنية إلى المكتب الرئيسي ودُمجت عملياتها مع مركز القيادة الاستراتيجية.

## العملية
بدأت العملية رسميًا في الساعة 09:45 بتوقيت شرق الولايات المتحدة (13:45 بالتوقيت العالمي المنسق)، عندما أمر بن سليني، الذي كان يعمل في أول يوم له في منصبه كمدير للعمليات الوطنية في إدارة الطيران الفيدرالية، بإغلاق المجال الجوي الأمريكي بالكامل نتيجة للهجمات.

### الإجراءات التي اتخذتها وزارة النقل الكندية
بعد معرفة أن إدارة الطيران الفيدرالية أغلقت المجال الجوي الأمريكي، أعطى ديفيد كولينيت، وزير النقل الكندي، الأمر بفتح المطارات الكندية فقط أمام رحلات الشرطة والجيش والرحلات الجوية الإنسانية، والرحلات الدولية القادمة إلى الولايات المتحدة. وكانت هذه هي المرة الأولى التي تغلق فيها كندا مجالها الجوي.
كان نحو 500 رحلة في طريقها إلى الولايات المتحدة في وقت وقوع الهجمات. كلفت وزارة النقل الكندية شركة ناف كندا بإعطاء الإذن للرحلات عبر المحيطات التي كانت على الأقل في منتصف الطريق نحو وجهتها (أي مرت بالفعل بنقطة اللاعودة عبر المحيط الأطلسي أو المحيط الهادئ)  بالهبوط على الأرض في أقرب مطار كندي، اعتمادًا على نقطة الانطلاق والوقود المتبقي. كانت الطائرات تدخل المجال الجوي الكندي بمعدل طائرة إلى طائرتين في الدقيقة.
خلال العملية، ركز موظفو سيت سين على مسألتين: مكان هبوط الطائرة، وكيفية إخفاء عشرات الآلاف من الركاب وإنزالهم وإجلائهم من خلال الهجرة والجمارك. أحضرت دائرة الجنسية والهجرة الكندية ووكالة الجمارك والعائدات الكندية موظفين إضافيين من مراكز أخرى لفحص الركاب.
كان أول مطار يتلقى رحلات محولة هو مطار القوات الكندية قاعدة غوس باي، الذي استقبل سبع طائرات. استقبل أربعة عشر مطارًا آخر على طول الساحل الرحلات المحولة. مع تقدم العملية، حافظ موظفو سيت سين على اتصال مع المطارات المتضررة، كوليت، ونائبته مارغريت بلودورث.

### رحلات المحيط الأطلسي
شكلت هذه العملية تحديًا للمطارات في كندا الأطلسية. طلبت شركة النقل الكندية ترانسبورت كندا من ناف كندا إصدار تعليمات للرحلات القادمة من أوروبا بتجنب مطار ماكدونالد كارتييه الدولي في أوتاوا، وكذلك مطار تورونتو بيرسون الدولي في تورونتو ومطار دورفال الدولي في مونتريال كإجراء أمني، لأنها من بين المطارات الرئيسية – وبالتالي الأكثر ازدحامًا – في وسط كندا. استقبلت مطارات المحيط الأطلسي معظم الرحلات القادمة من أوروبا، على الرغم من أن بعض الرحلات المحولة هبطت في دورفال وبيرسون.
استولى مطار غاندر الدولى، الذي كان أول مطار في أمريكا الشمالية على الطريق عبر الأطلسي، على 38 طائرة عريضة الجسم كانت في معظمها متجهة إلى وجهات أمريكية. كان عدد الركاب والطاقم الذين جرى إيواؤهم في غاندر نحو 6600 راكب. كان عدد سكان غاندر في ذلك الوقت أقل من 10,000 نسمة. ذكر جان كريتيان، رئيس الوزراء الكندي آنذاك، أن عدد الأشخاص الموجودون في المطار أكبر من عدد الأشخاص الموجودن في المدينة.
تولى مطار هاليفاكس الدولي 40 رحلة بطريقة مماثلة. تعامل كُل من مطار سانت جون الدولي، ومطار مونكتون الدولي الكبير، ومطار القوات الكندية قاعدة غوس باي ومطار ستيفنفيل الدولي مع ما تبقى من الرحلات الجوية عبر المحيط الأطلسي.

### رحلات المحيط الهادئ
لم يكن أمام معظم الرحلات القادمة من آسيا إلى وجهاتها على الساحل الغربي للولايات المتحدة ونقاط أبعد من ذلك خيار سوى الهبوط في مطار فانكوفر الدولي، حيث كان المطار الكندي الرئيسي الوحيد على الساحل الغربي القادر على التعامل مع الطائرات الكبيرة المستخدمة في الرحلات عبر المحيط الهادئ. أنهت 34 رحلة تقل 8500 راكب رحلاتها في فانكوفر.

### الرحلات القطبية
يمر أقصر طريق للعديد من الرحلات الجوية، باتباع مسافة الدائرة العظمى، فوق المناطق الشمالية من المحيط الأطلسي والمحيط الهادئ وجنوب المحيط المتجمد الشمالي، والمواصلة على قلب (طريق) كندا في طريقها إلى الوجهات في الولايات المتحدة. حُولت 35 رحلة من هذه الرحلات إلى إدمونتون وكالغاري ووينيبيغ ويلونايف، بعيدًا عن أي محيط.